# صنج مزدوج

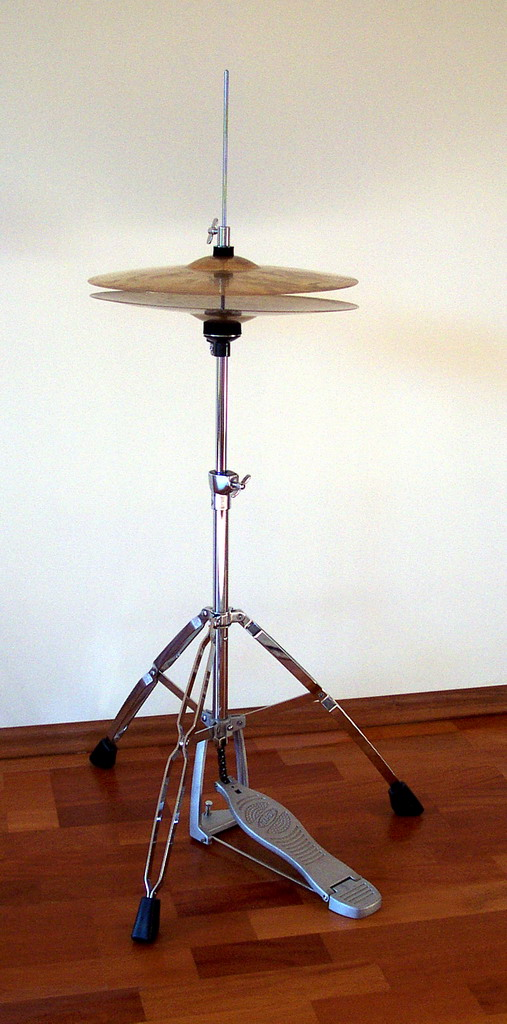
صنج مزدوج معاصر

الصنج المزدوج (بالإنجليزية: hi-hat) هو عبارة عن صنجين ودواسة على حامل معدني. هو جزء في طقم الطبول العادي يستخدمها قارعو الطبول في عدة أساليب موسيقية مثل الروك، الموسيقى الشائعة، الجاز، والبلوز. تتكون الصنوج المزدوجة من زوج متوافق من الصنوج صغيرة إلى متوسطة الحجم على حامل بحيث يواجهان بعضهما. الصنج السفلي ثابت والعلوي مركب على قضيب يحرك الصنج العلوي نحوي السفلي عندما يتمد الضغط على الدواسة (عندما يكون الصنج المزدوج في هذه الوضعية يعتبر "مغلقا").